# Order Nderi i Kombit
Order Nderi i Kombit (alb. Urdhri "Nderi i Kombit", pol. Order Honor Narodu) – odznaczenie państwowe Republiki Albanii ustanowione w 1996 przez parlament Albanii. Trzecie pod względem rangi odznaczenie Albanii.

## Historia
Order Nderi i Kombit został ustanowiony 28 marca 1996 przez parlament Albanii, na mocy dekretu 8113. Zasady przyznawania orderu skorygowano w 2013 na mocy ustawy 112/2013 pt. Për dekoratat, titujt e nderit, medaljet dhe titujt vendore të nderit ne republikën e Shqipërise (O odznaczeniach, tytułach honorowych, medalach honorowych i innych tytułach w Republice Albanii).

## Zasady nadawania
Order Nderi i Kombit jest przyznawany obywatelom albańskim, którzy poprzez swoją osobę i prowadzoną działalność zasłużyli się dla dobra narodu albańskiego zarówno w kraju jak i poza granicami Albanii. Order przyznawano także miastom, które w szczególny sposób zasłużyły się w dziejach Albanii. Odznaczenie jest nadawane przez Prezydenta Albanii.

## Opis orderu
Order wykonany jest ze złota. Na awersie znajduje się flaga Albanii z godłem, otoczona gałązką oliwną i napisem URDHRI NDERI I KOMBIT.